# ダイアトム
ダイアトム（Diatome）はフランス産 のサラブレッド競走馬である。生産者と馬主はフランス人のギー・ド・ロチルド男爵で、フランス国内で走って良績をあげ、アメリカに遠征して当時の国際的な大競走の一つ、ワシントンDC国際ステークスに勝った。種牡馬として日本に輸入され、天皇賞馬クシロキングを出すなど好成績を残した。

## 概要
ダイアトムは、フランスの銀行家、ギー・ド・ロチルド男爵（イギリス風に発音すると、ロスチャイルド男爵）による生産馬である。代々ロチルド家が経営してきたモートリー牧場で生まれたダイアトムは、競走馬としても男爵が所有し、アメリカ遠征を除いてずっとフランス国内で走った。
不運なことに、ダイアトムと同じ年生まれのフランス競走馬には、シーバードとルリアンスという歴史的な名馬がいた。ダイアトムは数々の大レースでこの両馬に敵わなかったが、アメリカに遠征すると、当時の世界的な大レースの一つ、ワシントンDC国際ステークスでアメリカとカナダの代表馬を破った。
1967年に引退した後は生まれ故郷のモートリー牧場で種牡馬として過ごし、1975年に日本に輸出された。フランス時代の産駒からは、アイルランドのダービーを勝ったスティールパルス（Steel Pulse）が出た。日本では、天皇賞馬クシロキングなどが出た。
フランスでは同馬を記念して、サンクルー競馬場でダイアトム賞という競走が行われている。

## 血統

### 血統表
| *ダイアトム Diatomeの血統          | *ダイアトム Diatomeの血統               | *ダイアトム Diatomeの血統        | （血統表の出典）                 | （血統表の出典） |
| 父系                               | シカンブル系（セントサイモン系）        | シカンブル系（セントサイモン系） | シカンブル系（セントサイモン系） | [ § 2 ]          |
| 父 Sicambre 1948 黒鹿毛 フランス産 | 父の父Prince Bio 1941 鹿毛 フランス産   | Prince Rose                      | Rose Prince                      | Rose Prince      |
| 父 Sicambre 1948 黒鹿毛 フランス産 | 父の父Prince Bio 1941 鹿毛 フランス産   | Prince Rose                      | Indolence                        |                  |
| 父 Sicambre 1948 黒鹿毛 フランス産 | 父の父Prince Bio 1941 鹿毛 フランス産   | Biologie                         | Bacteriophage                    | Bacteriophage    |
| 父 Sicambre 1948 黒鹿毛 フランス産 | 父の父Prince Bio 1941 鹿毛 フランス産   | Biologie                         | Eponge                           |                  |
| 父 Sicambre 1948 黒鹿毛 フランス産 | 父の母Sif 1936 黒鹿毛 フランス産        | Rialto                           | Rabelais                         | Rabelais         |
| 父 Sicambre 1948 黒鹿毛 フランス産 | 父の母Sif 1936 黒鹿毛 フランス産        | Rialto                           | La Grelee                        |                  |
| 父 Sicambre 1948 黒鹿毛 フランス産 | 父の母Sif 1936 黒鹿毛 フランス産        | Suavita                          | Alcantara                        | Alcantara        |
| 父 Sicambre 1948 黒鹿毛 フランス産 | 父の母Sif 1936 黒鹿毛 フランス産        | Suavita                          | Shocking                         |                  |
| 母 Dictaway 1952 黒鹿毛 フランス産 | 母の父Honeyway 1941 Br イギリス産       | Fairway                          | Phalaris                         | Phalaris         |
| 母 Dictaway 1952 黒鹿毛 フランス産 | 母の父Honeyway 1941 Br イギリス産       | Fairway                          | Scapa Flow                       |                  |
| 母 Dictaway 1952 黒鹿毛 フランス産 | 母の父Honeyway 1941 Br イギリス産       | Honey Buzzard                    | Papyrus                          | Papyrus          |
| 母 Dictaway 1952 黒鹿毛 フランス産 | 母の父Honeyway 1941 Br イギリス産       | Honey Buzzard                    | Lady Peregrine                   |                  |
| 母 Dictaway 1952 黒鹿毛 フランス産 | 母の母Nymphe Dicte 1935 鹿毛 フランス産 | *ダイオライト                    | Diophon                          | Diophon          |
| 母 Dictaway 1952 黒鹿毛 フランス産 | 母の母Nymphe Dicte 1935 鹿毛 フランス産 | *ダイオライト                    | Needle Rock                      |                  |
| 母 Dictaway 1952 黒鹿毛 フランス産 | 母の母Nymphe Dicte 1935 鹿毛 フランス産 | Nanaia                           | Kircubbin                        | Kircubbin        |
| 母 Dictaway 1952 黒鹿毛 フランス産 | 母の母Nymphe Dicte 1935 鹿毛 フランス産 | Nanaia                           | Lannette                         |                  |
| 母系(F-No.)                        | 12号族(FN:12-e)                         | 12号族(FN:12-e)                  | 12号族(FN:12-e)                  | [ § 3 ]          |
| 5代内の近親交配                    | Rabelais：S4×S5 = 9.38%                 | Rabelais：S4×S5 = 9.38%          | Rabelais：S4×S5 = 9.38%          | [ § 4 ]          |
| 出典                               | 1. 2. 3. 4.                             | 1. 2. 3. 4.                      | 1. 2. 3. 4.                      | 1. 2. 3. 4.      |

### 父シカンブル
シカンブルの母のシフ（Sif）は傑出した繁殖牝馬で、9頭の産駒のうち4頭がステークスウィナーになった。特に、父をプリンスビオとする全兄弟のシノネ（Senones）とシカンブル（Sicambre）がその代表で、シカンブルはジョッケクルブ賞（フランスダービー）、パリ大賞典の二大レースのほか、グランクリテリウム、ギシュ賞、グレフュール賞に勝った。
シカンブルは種牡馬になっても大成功をおさめ、産駒はイギリス、アイルランド、フランス、アメリカの4ヶ国のクラシックレースを勝った。
母の父リアルト（Rialto）はイスパーン賞に勝ち、凱旋門賞では2着だった馬である。シカンブルもリアルトもジャン・ステルンの所有馬で、白地に水色の星をあしらったステルンの勝負服は人気があった。日本で種牡馬になった*スノッブ（Snob）やフランス2000ギニーの勝馬フリーマン（Free Man）もステルンの所有馬だった。ステルンはダイアトムが生まれた1962年の暮れに88歳で没している。

### 母ディクタウェイ
ディクタウェイの母系はロチルド家が所有するモートリー牧場の代表する名牝系で、19世紀の活躍馬ジュスティシャ（Justicia）に遡ることができる。ジュスティシャは「2歳賞（Prix des Deux Ans、後のモルニ賞）」という大レースに勝ち、繁殖牝馬として数頭の重賞勝ち馬を産んだ。
ジュスティシャから数えて5代目にあたるニンフディクテ（Nymphe Dicte）は、父が日本に輸入されて大成功したダイオライトである。ニンフディクテはスピードのある競走馬で、グランクリテリウムやマルレ賞で2着になった。ニンフディクテが引退して繁殖牝馬になってすぐ、第二次世界大戦が始まり、フランスにはドイツ軍が進攻し、モートリー牧場の牝馬の多くがドイツ軍に接収されてドイツへ持ち去られてしまった。ニンフディクテもドイツに奪われ、ドイツで数頭の子を産んだ。戦後、これらの子とニンフディクテは無事にモートリー牧場に戻ってきたが、ドイツ時代の産駒の子孫から2歳チャンピオンのドラゴンブラン（Dragon Branc）やパリ大賞典に勝ったホワイトレーベル（White Label）が出た。
1952年生まれのディクタウェイ（Dictaway）は、1949年に死去した父の跡を継いだギー・ド・ロチルド男爵による生産馬である。男爵は、代を重ねて長距離偏重になっていたモートリー牧場の繁殖牝馬にスピードを加えるため、一部をイギリスに送りこんでイギリスの種牡馬と交配させた。ディクタウェイの母ニンフディクテもそのうちの1頭で、ニンフディクテにはイギリスのスプリンターであるハニーウェイ（Honeyway）が交配された。こうして誕生したのがディクタウェイである。
ハニーウェイはジュライカップやコークアンドオラリーステークスといった6ハロン（約1207メートル）の大レースに勝ったスプリンターで、ほかにもキングジョージステークスなど5ハロン（約1006メートル）の重賞も勝っている。短距離馬であったが、例外的に10ハロン（約2012メートル）のチャンピオンステークスにも勝った。
ディクタウェイは1955年に仏1000ギニーに優勝し、クラシックウィナーとなった。ディクタウェイは引退後、モートリー牧場で繁殖牝馬となり、ダイアトムを産んだ。

## 競走馬時代

### 競走成績
- 12戦6勝　2着5回　3着1回
- 収得賞金：1,198,413フラン　90,000ドル[注釈 3]

#### 主な成績
- 1着:ワシントンDC国際ステークス、ガネー賞、ノアイユ賞、プランスドランジュ賞（英語版）、ボイアール賞
- 2着:フランスダービー、パリ大賞典、サンクルー大賞典、リュパン賞、ドラール賞
- 3着:凱旋門賞

### 1962年生まれのフランス馬
ダイアトムの生涯戦績は12戦6勝だが、敗れた6戦のうち4戦はシーバードかルリアンスに敗れたものだった。シーバードとルリアンス以外でダイアトムに先着したことがある馬は、ドラール賞でのタジュベナ（Tajubena）と、引退レースとなったサンクルー大賞典でのシーホークの2頭だけである。

### 2歳時（1964年）
ダイアトムは2歳の時は1度しか出走していない。トランブレー競馬場のトレパ賞（1800メートル）でデビューし、勝った。

### 3歳時（1965年）

#### 春シーズン
3歳になったダイアトムは4月25日のノアイユ賞に出て、2着馬に2馬身半差をつけて勝った。
続くリュパン賞には、既にイギリスダービーの前売り本命と目されていたシーバードが本命馬として登場、さらにプール・デッセ・デ・プーラン（フランス2000ギニー）の優勝馬カンブルモン（Cambremont）が出てきた。ダイアトムはゴール前300メートルであっという間にシーバードにかわされてしまったものの、カンブルモンを半馬身抑えきって2着になった。（勝ったシーバードは鞭も使わずにダイアトムに6馬身差をつけていた。）
このあとダイアトムはジョッキークラブ賞（フランスダービー）に出た。シーバードはイギリスのダービーへ向かったのでここには出て来なかった。かわって現れたのがルリアンス（Reliance）である。ルリアンスはジョッキークラブ賞の前哨戦のひとつ、オカール賞を勝ってきた2戦2勝の馬だった。このジョッキークラブ賞では、ルリアンスは先行して、直線の半ばで先頭に立った。ダイアトムはこれを追い、3/4馬身差の2着になった。着差はそれほど大きくなかったが、実際にはルリアンスの方は鞭を一度も使っていなかったので、ルリアンスの楽勝だと思われた。
次のレースは6月27日のパリ大賞典になった。英仏の3歳馬が集う3000メートルのこのレースでも、最後はルリアンスとの争いになった。ダイアトムはルリアンスに並びかけたが、ジョッキークラブ賞の時とは違い、ルリアンスには鞭が入った。するとルリアンスはダイアトムをあっさり離し、1馬身差をつけてゴールした。

#### 凱旋門賞
こうしてダイアトムはこの年のフランスの3歳馬としては3番手の評価に甘んじることになった。9月19日にはシーバード、ルリアンスともにいないプランスドランジュ賞を2馬身半差で楽勝し、フランスの最大のレースである凱旋門賞に挑むことになった。この年の凱旋門賞は、凱旋門賞史上初めて欧米の馬主が「揃って最高の馬を出走させた」（『フランス競馬百年史』）。
地元からは英国ダービー馬シーバード、フランスダービー馬ルリアンスの二強が揃って出走するうえ、アイルランドやソ連からもダービー馬が遠征してきたし、アメリカからもアメリカンダービー勝ち馬トムロルフが大西洋を渡ってきた。ダイアトムにはフリーライド（Free Ride）という僚馬がいた。同馬主の馬は一つの馬券とみなされて発売されることになっており、このダイアトムとフリーライドのカップル馬券は、シーバード、リライアンスに次ぐ3番人気で8.5倍だった。
この年のロンシャン競馬場では、前週から雨が降り続いた影響で「極限までスタミナを試される」（『凱旋門賞の歴史1965-1982』）馬場になった。トムロルフ、シーバード、ルリアンスらが比較的先行したのに対し、ダイアトムは後ろに控えてレースを進めた。中盤を過ぎて坂を下り始めると、有力馬はこぞって前へ出て行き、ダイアトムも後方から差を詰めた。最後の直線では、英仏ダービー馬2頭の激戦との大方の予想に反し、シーバードのワンサイドゲームとなった。余裕を持って手綱を緩めたシーバードは、それでも2着のルリアンスに6馬身の差をつけた。ルリアンスから更に5馬身離れた3着にダイアトムが入り、後方から追い込んだフリーライドが短頭差で4着になった。

#### 北米遠征
この勝利によってシーバードは高い評価を受けることになったが、その評価を形成することになったのは、この凱旋門賞のあとでダイアトムがアメリカに遠征して力を証明したからである。ダイアトムは凱旋門賞のあとアメリカに渡り、11月11日にワシントンDC国際ステークスに出走した。アメリカ側の代表馬はローマンブラザーで、この年既にアメリカの最強馬を決めるジョッキークラブ金杯をはじめ、ウッドワードステークス、マンハッタンハンデキャップなどの大レースに勝っていた。北米代表のもう1頭はカナダのチャンピオンホース、ジョージロイヤルで、カナダの大レースの他、アメリカでもサン・フアン・カピストラーノ・ハンデに勝っていた。他には、フランス時代から争ってきた同世代のカルヴァン（Carvin）も出走した。
最後の直線で、ローマンブラザーが先頭に立った。一方、ダイアトムは内に包まれて出るに出られなくなった。カルヴァンのほうが残り200メートルでローマンブラザーに並びかけ、差し切ろうというところで、ようやくダイアトムが馬群を抜け出した。ダイアトムはそこから爆発的な加速をみせて、最後の最後に短頭差だけカルヴァンを捉えて優勝した。ローマンブラザーは3着、ジョージロイヤルは4着だった。ローマンブラザーはこの年のアメリカチャンピオンに選ばれたが、凱旋門賞組が北米に遠征してこれを破ったことで、凱旋門賞でのシーバードの勝利はより価値が高まった。

### 4歳時（1966年）
シーバードが凱旋門賞を最後に引退し、この世代ではルリアンスに期待がかかった。が、結果的には、ルリアンスはこの年何度もアクシデントがあって、結局一度も出走せずに終わった。このためダイアトムが古馬の代表格と目された。
ダイアトムは、3月にボイヤール賞（2000メートル）でシジュベール（Sigebert）の追撃を半馬身抑えきって勝った。シジュベール（日本輸入種牡馬スノッブの半弟）は前年のダフニス賞やアンリフォワ賞の勝馬で、凱旋門賞ではシーバードの前に着外に敗れていた。
ダイアトムは、4月に春最初の大レースであるガネー賞（2000メートル）に臨んだ。ここでもダイアトムとシジュベールの争いになり、3/4馬身差でダイアトムが勝った。
6月のドラール賞（2500メートル）では、5キロ斤量の軽いタジュベナ（Tajubena）に不覚をとってしまい、3/4馬身差の2着に敗れてしまった。7月にはサンクルー大賞に出走。当時のサンクルー大賞典は3歳馬が初めて古馬と対戦する大レースで、ダイアトムの側からすると1歳下の3歳勢を迎え撃つ立場だった。ダイアトムは61キロを背負って出走、7キロ軽い斤量の3歳馬シーホークに2馬身差で敗れてしまった。
ダイアトムはこのあと秋の凱旋門賞を目指す予定だった。ところがレース前の調教中に腱を痛めてしまった。この怪我が原因で、ダイアトムは以後出走ができなくなり、引退することになった。サンクルー大賞典で対戦したシーホークも同じ頃に怪我をして引退することになり、「二強」のもう1頭、ルリアンスもこの年はアクシデントが続いて結局一度も出走できないまま引退となった。この年の凱旋門賞は、開催直前に6日間連続で雨が降り、ひどい不良馬場で行われたのだが、この年の前半にダイアトムに2戦して2敗のシジュベールが逃げ、ゴール寸前まで粘って半馬身差の2着になった。さらに、サンクルー大賞典でダイアトムよりも遅れた3着のベイトアン（Behistoun）はアメリカに渡ってワシントンDCインターナショナルステークスに優勝した。

### 評価
ダイアトムは12戦して6回敗れたが、そのうち5戦は2着で、生涯で最悪の成績は凱旋門賞の3着である。3歳時の4敗はいずれもシーバードかルリアンスに敗れたもので、この両馬以外にダイアトムに先着した馬はいない。もしもシーバードとルリアンスという、フランス競馬史上に残る2頭の名馬と同じ年に生まれていなければ、ダイアトムはリュパン賞、フランスダービー、パリ大賞典、凱旋門賞というフランスの4大競走を勝っていたかもしれない。ダイアトムは古馬になってから敗れた2戦は、それぞれ5キロ、7キロ斤量が軽い馬に敗れたものだった。

### ダイアトム賞
ダイアトムを記念して、サンクルー競馬場ではダイアトム賞（Prix Diatome）という競走が行われている。

## 種牡馬時代

### フランス時代
引退したダイアトムは、1967年からロチルド男爵のモートリー牧場で種牡馬になった。最初に活躍したのは、2世代目のスティールパルス（Steel Pulse）で、1971年の秋にフランスの2歳重賞、クリテリウム・ド・メゾンラフィット (G2) に勝った。スティールパルスはG1のグランクリテリウムにも出たが、ハードツービートに敗れて2着だった。
翌1972年には、ジャコミマ（Jakomima）が5月にイギリスでムシドラステークス (G3) に勝った。翌6月には、ダイアトムと同じギー・ド・ロチルド男爵の持馬ヘアドゥー（Hair Do）がフランスのリス賞（G2）を勝った。さらに6月末にはスティールパルスがアイルランドダービー（G1）に勝った。この1972年にダイアトムはイギリスの種牡馬ランキングで6位に入っている。
その後ダイアトムの産駒からは、1973年から1974年にかけて、フランスのG2戦オカール賞やドラール賞に勝ったマルグイヤ（Margouillat）、リス賞（G2）に勝ったブルーダイヤモンド（Blue Diamond）が出た。ダイアトムは1974年までフランスで供用された後、1975年（昭和50年）1月に日本へ輸出された。その後もフランスに残った産駒の中から、キングオブマセドン（King of Macedon）などの活躍馬が出た。

### 日本時代
日本には既にシカンブルの産駒としてシーフュリュー（Si Furieux）、ムーティエ（Moutiers）などが輸入され、種牡馬として複数のクラシック優勝馬を出して大成功していたが、競走馬としてはダイアトムはこれらよりも遙かに上の活躍馬だった。ダイアトムは北海道の三石町の本桐牧場に繋養された。日本での産駒がデビューしたのは昭和53年（1978年）で、この年の新種牡馬チャンピオンになった。翌年、この世代が3歳（※当時の表記方法では「4歳」）になると、1月にファーストアモンが京成杯に勝った。ほかにも、カミノカオル、ダイワプリマ、シャダイプリンセスがクラシック路線に進んでG1レースへの出走を果たした。
2世代目からはコマサツキが登場し、4歳牝馬特別（オークストライアル）に勝って、優駿牝馬（オークス）で1番人気になった。この日のオークスは重馬場になって、人気馬が総崩れとなり、10番人気のケイキロクが勝って大荒れになった。コマサツキは結局そのまま一度も勝てずに終わった。
3世代目の中からはハシノエースが日本ダービーで僅差の4着になった。このあとも毎年のように、クラシックレースへ出走する産駒が出たが、これらの初期の活躍馬を超える成績をおさめたものは出なかった。

#### クシロキング
7世代目となる昭和57年（1982年）生まれの産駒の中に、ダイアトムの日本での最大の活躍馬となるクシロキングが出た。クシロキングは3歳（当時の表記では4歳）のクラシックシーズンには皐月賞に出たものの、22頭中の13着に終わった。この昭和60年（1985年）10月にダイアトムは死んだ。その後クシロキングは成長して連勝を始め、昭和61年（1986年）正月の金杯（GIII）で初めて重賞を制すると、3月の中山記念（GII）、4月の天皇賞（春）（GI）に勝って、ダイアトム産駒の日本での最初の大レースの勝ち馬となった。

### 父系の存続
フランス時代の活躍馬、スティールパルスやマルグイヤは種牡馬になった。スティールパルスはオーストラリアに輸出されて種牡馬になり、VRCニューマーケットハンデ（G1）を連覇したレイザーシャープ（Razor Sharp）等を出した。ほかにもG2勝馬が種牡馬になり、1990年代までオーストラリアで父系を残している。マルグイヤはフランスで種牡馬になり、コンセイユドパリ賞（G2）を勝ったアンカルカ（En Calcat）を通じて、1990年代まで父系を残した。日本ではクシロキングやファーストアモン、ヤスナガなどが種牡馬になったが、特筆すべき産駒を出さないまま1990年代半ばに死亡している。

### 母の父
ダイアトムが現役時代に同世代のライバルの1頭だったカルヴァン（Carvin）の半妹となるカルヴィニア（Carvinia）はダイアトムの産駒である。このカルヴィニアの孫のナスルエルアラブ（Nasr El Arab）はフランスとアメリカでG1競走を4勝し、種牡馬として日本に輸入された。日本国内では、平成2年（1990年）にオークスに勝ったエイシンサニーの母の父がダイアトムである。このほか初年度産駒のピンクメリーが繁殖牝馬となり、札幌記念や愛知杯を勝ったグレートモンテを産んだ。

### 各種指標
- フランス時代の産駒の勝利数
  - フランス　268勝（獲得賞金：13,779,266フラン）
  - イギリス　13勝（獲得賞金：109,311ポンド）
  - アメリカ　6勝（獲得賞金：40,260ドル）

- LS（種牡馬ランキング）
  - 1972年イギリス6位
  - 1974年フランス9位
  - 1975年フランス14位
  - 1976年フランス8位
  - 1977年フランス17位
  - 1978年フランス8位
- AD（産駒の勝利の平均距離）　フランス：10.5[注釈 9]

### 主な産駒

#### フランス
- スティールパルス（Steel Pulse） - 1972年アイルランドダービー（G1）、クリテリウムドメゾンラフィット、グランクリテリウム2着
- マルグイヤ（Margouillat）- 1973年オカール賞（G2）、1974年ドラール賞（G2）、凱旋門賞3着
- ヘアドゥー（Hair Do） - 1972年リス賞（G2）
- ブルーダイヤモンド（Blue Diamond） - 1974年リス賞（G2）
- キングオブマセドン（King of Macedon） - 1978年・1979年モートリー賞（英語版）（G3）、1978年・1979年セーネワーズ賞（英語版）（G3）、1978年モーリスドギース賞（G3）、1979年サンジョルジュ賞（英語版）（G3）

#### 日本
- クシロキング - 天皇賞（春）、中山記念、日刊スポーツ賞金杯
- コマサツキ - 4歳牝馬特別
- ファーストアモン - 京成杯、新潟大賞典
- ショウハイホープ - 戸塚記念
- カネコメスワロー - 北海優駿
- ヤスナガ - 荒尾ダービー